# Lamberville (Manche)
Lamberville település Franciaországban, Manche megyében. Lakosainak száma 167 fő (2022. január 1.). Lamberville Biéville, Saint-Amand-Villages és Saint-Jean-d'Elle községekkel határos.

## Népesség
A település népességének változása:
| Lakosok száma | 229  | 192  | 176  | 155  | 177  | 174  | 174  | 169  | 167  | 167  |
|               | 1968 | 1982 | 1990 | 2006 | 2013 | 2015 | 2017 | 2019 | 2020 | 2022 |